# Zuzana Líkařová
Zuzana Líkařová (* 24. März 1987 in Tábor) ist eine tschechische Biathletin.
Zuzana Líkařová lebt in Jablonec nad Nisou, wo sie für den SKP Jablonec startet und von Stanislav Rezac trainiert wird. 2001 begann die Studentin mit dem Biathlonsport und gehört seit 2004 dem Nationalkader Tschechiens an. Sie nahm seit der Saison 2005/06 an Rennen des Junioren-Europacups teil. Höhepunkt der ersten Saison wurden die Junioren-Weltmeisterschaften 2006 in Presque Isle. Die Tschechin wurde 22. des Einzels, 31. des Sprints und 23. der Verfolgung. Es dauerte bis 2008, dass Líkařová in Ruhpolding erneut bei einer Junioren-Weltmeisterschaft an den Start ging. Im Einzel belegte sie Platz 45, wurde 21. des Sprints und 24. der Verfolgung. Danach kam sie in Nové Město na Moravě bei den Biathlon-Europameisterschaften 2008 erstmals bei den Frauen im Leistungsbereich zum Einsatz und wurde 57. des Einzels, 52. des Sprints und 38. der Verfolgung.